# 天道あかね
天道 あかね（てんどう あかね）は、高橋留美子の漫画作品及びそれを原作とするアニメ『らんま1/2』に登場する架空の人物で、同作のヒロイン。アニメでの声優は日髙のり子。ドラマ版では新垣結衣が演じる。

## 人物
天道道場に住む天道家の三女。原作は黒髪でアニメでは青よりの黒髪。風林館高校1年生。16歳。早乙女乱馬とはクラスメイトであり、同じ屋根の下で一緒に暮らしている許婚。初恋の相手である小乃東風先生への想いから髪を伸ばしていたが、乱馬と響良牙との最初の戦い（原作では風林館高校、アニメでは錬馬区立動物公園で行われた）に巻き込まれて髪が切れたことを機に、想いを吹っ切ってショートカットにした。当初は（男の姿の彼とは浴室で顔を合わした際に、初対面早々に自分の裸を見られてしまった事も手伝って）乱馬のことを嫌っており口喧嘩していたが、最終的には相思相愛となる。良牙からも想われてはいるが、それには気づかず純粋に友人として付き合っている。
天道家の3姉妹の中では唯一、格闘技を学んでおり、スポーツや格闘技に秀でるが、極度のカナヅチであり、浮き輪を使っても泳げない。なお、呪泉郷には落ちていないため、水をかぶっても変身しない。朝のランニングや格闘の鍛練を日課としており、コンクリートを打ち砕くほどの腕力の持ち主。しかし他の女性格闘家キャラクターに比べると一段劣る描写が目立つ。しかし、才能はずば抜けており、眠っている状態で戦えば潜在能力が引き出され乱馬でも抑えきれず、八宝斎をも足蹴にしてしまう。また、潜在能力を100％引き出す道着を着用した際には乱馬を超越する実力となった。
日頃から勉強も欠かさず行っているため、頭も良く優等生。だが、初期の方は授業中の乱馬との口論や 遅刻のため廊下に立たされることも多々あった。
筋金入りの不器用で、本人は一生懸命に挑戦するも、料理や裁縫の腕は壊滅的である。格闘新体操や格闘チアリーディングなど、器用さを求められる道具を使用するものは苦手である。特に料理に関しては手先の不器用さに加え、力まかせに材料を切り、まな板の欠片が料理に入ったり、サラダ油と白ワインを間違える、生卵を電子レンジで調理しようとして爆発させるといった粗雑さとドジさが加わることで、その不味さは凄まじく、八宝斎でさえ泣いて嫌がり、料理が上手い乱馬の母・早乙女のどかも一瞬、気を失うほどである。しかし、一度カレーを普通に作れたことがある。本人は料理の際に味見をしないだけで、味覚がおかしいわけではない。自分で作ったカレーや桜餅の不味さに驚くことも多い。裁縫にしても、刺繍した動物が判別できない代物だったり、あまりの粗雑な作りに雑巾と間違われたりするが、料理ほど実害はない。なお、他の主要女性キャラ（シャンプー、小太刀、右京）は料理上手。
乱馬から「ずん胴」「色気がねぇ」と言われているが、女らんまやシャンプーには及ばないものの基本的に他の女性キャラクターに見劣りしないかなりのプロポーションの持ち主。しかし本人は本来男である乱馬よりも胸が小さい事を気にしており、バストアップの為にあらゆるトレーニングを行っている。
小学生時代からおてんばであり喧嘩で怪我をする度に接骨院で働く東風先生の世話になっていた。当時はショートカットだったこともあり、少年のようだった（かすみ談）。髪を伸ばすようになった切っ掛けは、東風先生が姉のかすみに片想いしていることを察し、姉のように女らしくなりたいという願いからである。
くじ運が強く、豚のぬいぐるみや温泉アスレチック競争ペア参加券、体験エステチケットなどを引き当てている。
実写ドラマでは天道家は代々和風男溺泉を守護しており、あかねは亡くなった母からその源泉の鍵となるペンダントを託されていた。

### 性格
天道家の3姉妹の中では最も気が強くて乱暴者で手が早い。しかし、優しさも人一倍で、傷ついた人を放っておけない性質。
当初は自分の気持ちの事などお構いなしに毎朝挑んでくる男子運動部員達と戦闘を繰り広げており、その事にとてつもない鬱陶しさを感じて「男嫌い」だと強調していた。しかし、途中からは男子生徒とも仲が良くなり、男を嫌う描写はなくなった。 根は素直な優しい性格で友人も多い。前述の髪を切られた件でも、その時にかすみが切られた髪に気づくが、らんまがその事を説明するのを遮って乱馬と良牙の決闘の件を言わないでいた所に彼女の優しさが見え隠れする。
その一方でかなり思い込みが激しく、一度自分が思い込むと周りが見えなくなり、相手の話も聞かずに暴力を振るったり、話を聞いてもなかなか信じない等、なかなか軌道修正できない。しかし、自分の考えが間違っていたと分かると意固地にならずに、素直に非を認めている。
負けず嫌いな性格で、何度も負けていることでシャンプーに対してはかなりのライバル心を持っている。怖がりな一面もあり幽霊や妖怪といったホラーもの、オカルトものが大の苦手だが、怖い物見たさな部分もありホラー映画を見ることもある。
天道家の風呂場で誤って乱馬の入浴に出くわして、自分の裸を見られ、当初は「男嫌い」という設定だったことも重なり、乱馬に反発することが多かった（乱馬との初対面時は、乱馬が女の姿をしていたため、乱馬を女だと思い優しく接していた）。途中から男を嫌う描写が無くなっても、しだいに乱馬に恋愛感情を持つようになりながらも素直になれずいつも言い争いをする（口癖は「乱馬のバカーっ!」「いっぺん死んで来ーい!」「乱馬なんて大っ嫌い!」）。嫉妬深く、乱馬が他の女性に詰め寄られたりする様を見ると、問答無用に乱馬を殴ったり、周りの人間にきつく当たったりするなど機嫌が悪くなる。そのため、乱馬への当てつけで良牙に良い顔をする素振りを見せることもある。傷つきやすい内面を持っていながら意地を張るので、すれ違いが多い。しかし乱馬の強さには絶対的な信頼を置いており、新たな強敵が現れたときなどは一途に乱馬に協力するなど、いじらしい面を見せる。
他人の恋愛にはそれなりに察しが早いのだが、自分自身への好意に対しては非常に鈍い面がある。この鈍感さは父親の早雲譲りである。
寝相がもの凄く悪く、Pちゃんに変装して添い寝した八宝斎をボコボコにした事もある（Pちゃんとして一緒に寝ることがある良牙曰く、それでも「まだいい方」らしい）。　

## 服装
乱馬曰く一番似合う服は道着。しかし、服のセンスは良いらしく、なびきはあかねの服を借りたまま返さないこともある。私服は短パンやミニスカートなど露出の多いものを好む。美的感覚はまともだが、時として校長の作成したおかしな白鳥衣装なども目的の為に着用する事がある。水着は様々だがハイレグなど露出度の高いものを着用している。アニメ（熱闘編138話）では自分のハイレグ水着姿に見惚れる男たちの存在に喜んでいる（ただし、実際に見惚れられていたのは、姉のかすみ）。

## 無差別格闘天道流
八宝斉を始祖とする実戦型格闘技。八宝斉の元祖無差別格闘流、早乙女家の無差別格闘早乙女流、天道家の無差別格闘天道流の3種類の存在が確認されており最強の武術家が元祖無差別格闘流を継承する。作中では天道流独自の技は出てこなかったが、剣術も盛り込まれているのかあかねは格闘チアリーディングのエピソードで剣道で九能とも渡り合っている。

## あかねに関係があるもの
桜もちの恋占い
あかねが通りすがりのある商人から買った桜もち。この桜もちを食べたものは、桜もちを作った本人と将来結婚する者には、額にさくらの花びらが浮かび上がり、そうでない者には顔にバツ印が表れる。材料だけをもらって、桜もちはあかねが作ったので、あかね自身が食しても脳天を貫くほどマズイ。あかねが作った桜もちを食べたのは八宝斎、九能帯刀、響良牙、あかね本人、早乙女乱馬の5人。
伝説の相合い傘
風林館高校七不思議の一つ。毎年梅雨時になると傘置場にあり、その傘で相合い傘をした二人は相思相愛になると言われている。
仕返し人形
着物を着たおかっぱ頭の人形。魂が宿っていると言われ、この人形に悪さをしたり、傷つくことを言ったりしたら、執念深く覚え、仕返しをする。また、仕返しのためにあらゆる手段を用いる。
人形館に飾られていたのを、うっかり落としてバラバラにしたうえ、おかしなポーズで飾り直した乱馬に復讐するため、何も知らず人形の悪口を言ったあかねと魂を入れ替え、あかねの魂を物言えぬ人形の中に封じ込め、自身はあかねの肉体を乗っ取り、あかねとして乱馬に近づいて復讐を図るも悉く失敗、隙を作るため乱馬を外に連れ出し、途中妨害しに来たシャンプーと右京を軽くいなして、乱馬と二人きりになった時点で復讐する寸前、自身の様子がおかしいと乱馬に指摘されたところを、今度は人形の体のあかねとPちゃんに邪魔され、最終的に崖近くの木に逃れた乱馬と人形の体のあかねを、自身もろとも崖から突き落としたが、あかねや人形を傷付けないようにした乱馬を見て恨みが無くなったのか、崖下の温泉に落ちた時にはあかねと自身の魂を入れ戻した。
伝説の道着
山奥の寺に封印されていた道着。父の早雲が、回転椅子と、七福神の財布とセットでもらってきた。自分の意思で動き、認めた者以外は着ることができないが、これを着た者は潜在能力の全てを引き出すことができる。実はただの女好きである。ベルト中央の解体ボタンを殴られると破ける。
自由に泳げる水着
あかねがおぼれた記念に貰ったもの。クラゲでできた水着で、勝手に泳いでくれる為、着るとカナヅチでも自在に泳げるようになる。ただしクラゲである為、しばらく太陽に当たり続けると水分がなくなり水着が干からび消滅する。
男用の水着もある。

## その他
- あかね役の日高のり子は、アニメ第1作終了当時に「今でこそ『（戦闘場面などでの）叫び声＝日高』のイメージがあるけれど、叫ぶ役はあかねが初めてだった」と語っていた。また、自分が演じた役の中で、一番自分の地に近いキャラクターにあかねを挙げている。
- アニメで女らんまを演じた林原めぐみは、あかね役のオーディションを受けていた。
- 男乱馬を演じた山口勝平は長女に「あかね（漢字表記は茜）」と名付けた。
- あかねを演じていた頃の日高も、あかね同様料理が下手だった。しかし、山口勝平や林原めぐみ、天道なびきを演じた高山みなみなどの指導によって克服したとの事である。
- 原作者の高橋留美子は、『らんま1/2』の連載を始めた頃、あかねを描く際に「どうも自分の考えているイメージと違う」と違和感を持っていた。最初はそれが何だったのか解らなかったが、だんだん描いている内に自分があかねを描くときに、違和感の正体があかねの「髪」にあった事に気付いた。